# Rhaphiomidas ballmeri
Rhaphiomidas ballmeri är en tvåvingeart som beskrevs av Van Dam 2010. Rhaphiomidas ballmeri ingår i släktet Rhaphiomidas och familjen Mydidae. Inga underarter finns listade i Catalogue of Life.